# Carles Magrinyà i Miracle
Carles Magrinyà i Miracle (Masllorenç, Baix Penedès, el 2 d'abril de 1947) és un enginyer i polític català, diputat al Parlament de Catalunya en la V Legislatura.
Es graduà en enginyeria tècnica industrial a l'Escola d'Enginyeria Tècnica Industrial de Vilanova. El 1971 treballà de director general en una empresa del sector de serveis i de 1973 a 1975 fou professor de pràctiques a l'Institut de Formació Professional de Valls. És membre de l'Associació d'Empresaris i Industrials de Valls i de la Cambra de Comerç i Indústria de Valls. De 1989 a 1994 fou president de la Unió Esportiva Valls.
A les eleccions municipals espanyoles de 1991 fou escollit regidor de l'ajuntament de Valls per Convergència i Unió, del qual en fou portaveu municipal. De 1993 a 1997 fou vicepresident de la Diputació de Tarragona. El 1997 va substituir en el seu escó Josep Maldonado i Gili, elegit diputat a les eleccions al Parlament de Catalunya de 1995.